# Papirmark
Navnet papirmark (tysk: Papiermark,  udtale ?, officielt bare Mark, tegn: ℳ) anvendes om den tyske valuta fra 4. august 1914, da forbindelsen mellem den såkaldte Goldmark og guld blev droppet på grund af første verdenskrigs start. Navnet bruges særligt om de pengesedler, der blev udstedt under hyperinflationen i Weimarrepublikken i 1922 og især 1923.